# Leoganger Ache
Die Leoganger Ache, auch Leogangbach, ist ein linker Nebenfluss der Saalach und entwässert das Leoganger Tal mit dem Hauptort Leogang. Nach rund 15 Kilometer Länge mündet sie bei Saalfelden in die Saalach.
Die Leoganger Ache entsteht nahe der Tiroler Grenze im Leoganger Ortsteil Hütten auf 960 m aus dem Schwarzleobach, der von Südwesten kommt und unterhalb des Spielberghornes in den Tiroler Schieferalpen nördlich von Saalbach am Spielbergtörl auf etwa 1600 m entspringt, sowie dem Grießner Bach vom Grießenpass, der auf 970 m aus dem Grießensee und dem Grießener Moor ausfließt. Mit dem Schwarzleobach beträgt die Flusslänge 22 Kilometer.
Das Leoganger Tal erstreckt sich von West nach Ost und fällt offen und sanft in das Saalfeldener Becken ab, auf halbem Weg passiert die Leoganger Ache den Ort Leogang.
Nordwestlich von Saalfelden mündet sie in der Katastralgemeinde Uttenhofen in die Saalach (Drei-Flüsse-Eck mit der Urslau).
Ihre nördlichen, linken Nebenflüsse sind einige Gebirgsbäche, die den Kalkstock der Leoganger Steinberge entwässern: der Grießbach und der Weissbach zum Grießner Bach, der Birnbach vom Birnhorn in Leogang, der Weissbach in Ecking. Aus den Schieferalpen kommt insbesondere der Schwarzbach (mit Dunkelkendlbach von der Asitz und Klammbach vom Halderbergkogel).
Im Leoganger Tal verläuft die  Hochkönig Straße (B 164), die von Bischofshofen über Dienten und Saalfelden führt, über den Pass Grießen und Fieberbrunn nach St. Johann in Tirol. Es ist die einzige hochpassfreie innerösterreichische Verbindung zwischen Tirol und dem Osten und ist über das kleine Deutsche Eck mit Salzburg verbunden.
Das Gewässer wurde im Jahr 930 (iuxta rivolum Liuganga) erstmals urkundlich erwähnt. Das Suffix gang bedeutete im Althochdeutschen „Wasserlauf, Flussbett“. Das Bestimmungswort kann nicht sicher gedeutet werden. Es könnte vom althochdeutschen Wortstamm *liub- für „angenehm“ oder *liuht- „hell, leuchtend“ abgeleitet sein.